# Patient Zero (film)
Pour les articles homonymes, voir Patient zéro (homonymie).
Pour plus de détails, voir Fiche technique et Distribution.
Patient Zero est un film d'horreur britannico-américain réalisé par Stefan Ruzowitzky, sorti en 2018.

## Synopsis
Notre monde est ravagé par une nouvelle forme de rage, d'origine animale, qui a touché neuf millions d'humains en l'espace de quatre mois. Frappés d'instabilité et extrêmement violents, les infectés s'en prennent aux hommes à qui ils transmettent ce virus. Pour tenter de sauver l'humanité, les survivants vivent désormais dans un silo nucléaire souterrain où se côtoient des militaires, de simples citoyens et des scientifiques qui s'acharnent à retrouver le patient zéro de la pandémie pour créer un antidote. Rescapé d'un accident de voiture où sa femme Janet a été infectée par un prédateur contaminé, Morgan découvre qu'il a le pouvoir de communiquer avec les malades avides de chair humaine. Secondé par le docteur Gina Rose, il se sert de son don pour démasquer le premier infecté dans le but de guérir Janet, enfermée avec d'autres tueurs fous furieux. Malheureusement, alors que Morgan interroge un certain professeur d'école soupçonné d'être le patient zéro, l'épidémie reprend dans la base souterraine...

## Fiche technique
- Titre original et français : Patient Zero
- Réalisation : Stefan Ruzowitzky
- Scénario : Mike Le
- Photographie : Benedict Neuenfels
- Montage : Mark Stevens
- Musique : Michael Wandmacher
- Production : Vincent Newman (en)
- Sociétés de production : Vincent Newman Entertainment
- Sociétés de distribution : Vertical Entertainment et Destination Films
- Pays d'origine :  États-Unis /  Royaume-Uni
- Langue originale : anglais
- Format : couleur
- Genre : horreur
- Durée : 93 minutes
- Dates de sortie :
  -  États-Unis : 14 août 2018 (vidéo à la demande) ; 14 septembre 2018 (sortie limitée)
  -  France : 18 septembre 2018 (vidéo à la demande)

## Distribution
- Natalie Dormer : Dr Gina Rose
- Matt Smith : Morgan
- John Bradley : Scooter
- Clive Standen : colonel Knox
- Colin McFarlane : général Pierce
- Agyness Deyn : Janet
- Stanley Tucci : le professeur
- James Northcote : "Pete Townshend"
- Frederick Schmidt : "Joe Cocker"